# Thalassia
Thalassia es un género  de plantas acuáticas de la familia Hydrocharitaceae. Es originario de las regiones costeras tropicales y subtropicales. Comprende 7 especies descritas y de estas, solo 2 aceptadas.

## Descripción
Son plantas perennes, enraizadas sumergidas, dioicas. Tallos rizomatosos, escariosos, con 1 raíz en cada nudo. Hojas 2-6, no diferenciadas en lámina y pecíolo, basales, dísticas, envainantes hacia la base; lámina linear, cintiforme, el ápice obtuso, el margen entero, serrulado. Flores unisexuales. Espata de las flores estaminadas difila, lisa, pedunculada, con 1 flor pedicelada; brácteas connatas basalmente; tépalos 3, reflexos; estambres 8-13, sésiles o subsésiles; las anteras 4-loculares. Espata de las flores pistiladas difila, lisa, persistente, pedunculada, con 1 flor cortamente pedicelada, con el hipanto alargado; brácteas connatas basalmente; tépalos 3, reflexos; ovario 1-locular con varios lobos placentarios dirigidos hacia el centro; estilos 6-8; estigmas 12-16, papilosos. Fruto globoso, equinado, de dehiscencia irregular; semillas coniformes, con la parte basal engrosada, la testa glabra.

## Taxonomía
El género fue descrito por Banks & Sol. ex K.D.Koenig y publicado en Annals of Botany 2: 96. 1805[1806]. La especie tipo es: Thalassia testudinum Banks & Sol. ex K.D.Koenig

## Especies aceptadas
A continuación se brinda un listado de las especies del género Thalassia aceptadas hasta septiembre de 2014, ordenadas alfabéticamente. Para cada una se indica el nombre binomial seguido del autor. abreviado según las convenciones y usos.	
- Thalassia hemprichii (Ehrenb. ex Solms) Asch., Petermanns Geogr. Mitt. 17: 242 (1871).
- Thalassia testudinum Banks & Sol. ex K.D.Koenig, Ann. Bot. (König & Sims) 2: 96 (1805).